# Raúl Montero Bustamante
Raúl Montero Bustamante (* 4. April 1881 in Montevideo; † 15. August oder 19. August 1958 ebenda) war ein uruguayischer Historiker, Literat und Hochschullehrer.

## Leben
Raúl Montero Bustamante war Professor für Literatur sowie amerikanische und uruguayische Geschichte an der Universidad de la República. Der als Literatur-Korrespondent der argentinischen Tageszeitung La Prensa tätige Uruguayer gründete 1900 die Zeitschrift Revista Literaria. In dieser sowie in der von ihm seit 1911 geleiteten Vida Moderna und der von ihm zwischen 1938 und (je nach Quellenlage) 1955 oder 1956 geführten Revista Nacional publizierte er zahlreich. Seit 1915 arbeitete er im Instituto Histórico Geográfico, dessen Ehrenmitglied und zeitweiliger Präsident er war. Zudem stand er der Comisión Nacional de Bellas Artes vor. Seit ihrer Gründung im Jahre 1943 war Montero Bustamante außerdem Präsident und Ehrenmitglied der Academia Nacional de Letras del Uruguay. Bestattet wurde er auf dem Cementerio Central in Montevideo.
Montero Bustamante lebte bis zu seinem Tod in Montevideo in der calle Tabaré 2416, wo er auch verstarb. In diesem Haus wurde am 12. Oktober 1966 eine Abteilung des Museo Nacional de Bellas Artes eröffnet.

## Werke
- Parnaso oriental (Gedichtband, 1905)
- Ensayos (1928)
- Detrás de los Andes (1934)
- Estampas (1942)
- La ciudad de los libros (1944)
- Juan María Pérez (1945)